# Кубок Турции по футболу 2013/2014
Кубок Турции 2013/14 — 52-й розыгрыш турецкого кубкового турнира. Кубок стартовал 1 сентября 2013 года и закончится в 7 мая 2014 года.
В данном розыгрыше кубка участвовало 158 команд.

## Групповой этап
8 победителей пар 5-го раунда турнира были разбиты на 2 группы по 4 команды в каждой. В группах команды сыграли каждый с каждым по 2 матча — один дома и один на выезде. Победители групп и команды, занявшие вторые места, вышли в полуфинал.

### Группа A
| М | Команда             | И | В | Н | П | Мячи   | ±  | О  |
| - | ------------------- | - | - | - | - | ------ | -- | -- |
| 1 | Бурсаспор           | 6 | 4 | 1 | 1 | 11 − 4 | +7 | 13 |
| 2 | Эскишехирспор       | 6 | 3 | 1 | 2 | 6 − 7  | −1 | 10 |
| 3 | Акхисар Беледиеспор | 6 | 2 | 2 | 2 | 5 − 6  | −1 | 8  |
| 4 | Сивасспор           | 6 | 1 | 0 | 5 | 4 − 9  | −5 | 3  |

### Группа B
| М | Команда     | И | В | Н | П | Мячи   | ±   | О  |
| - | ----------- | - | - | - | - | ------ | --- | -- |
| 1 | Антальяспор | 6 | 3 | 3 | 0 | 12 − 4 | +8  | 12 |
| 2 | Галатасарай | 6 | 3 | 2 | 1 | 9 − 2  | +7  | 11 |
| 3 | Элязыгспор  | 6 | 2 | 2 | 2 | 9 − 9  | 0   | 8  |
| 4 | Токатспор   | 6 | 0 | 1 | 5 | 4 − 19 | −15 | 1  |

## 1/2 финала
| Команда 1     | Итог | Команда 2   | 1-й матч | 2-й матч |
| ------------- | ---- | ----------- | -------- | -------- |
| Галатасарай   | 7:4  | Бурсаспор   | 2:2      | 5:2      |
| Эскишехирспор | 3:2  | Антальяспор | 0:1      | 3:1      |

## Финал
Финальный матч прошел 7 мая в городе Конья на стадионе Конья Ататюрк.
| Галатасарай    | 1:0 | Эскишехирспор |
| -------------- | --- | ------------- |
| У. Снейдер 70′ |     |               |

| Обладатель Кубка Турции 2013/14 |
| ------------------------------- |
| Галатасарай 15-й титул          |